# Alberto Alesina
Alberto Alesina (Broni, 29 aprile 1957 – Boston, 23 maggio 2020) è stato un economista italiano, professore all'Università Harvard e professore invitato all'Università Bocconi.

## Biografia

### Formazione e carriera
Dopo aver ottenuto il diploma al liceo classico Giovanni Berchet di Milano, frequenta il DES (Discipline Economiche e Sociali) all'università Bocconi di Milano nel 1976 nello stesso corso di Renato Soru, laureandosi nel 1981.
Nel 1986 consegue un PhD in economia presso l'Università di Harvard e continua l'attività accademica negli Stati Uniti. Dal 2003 al 2006, Alesina è stato presidente del dipartimento di economia. Dal 2003 al 2020 Alesina è titolare della cattedra "Nathaniel Ropes" di economia politica ad Harvard. È stato ricercatore in visita presso diverse istituzioni tra cui il Massachusetts Institute of Technology (MIT), l'Università di Tel Aviv, l'Università di Stoccolma, la Banca mondiale e il Fondo monetario internazionale (FMI). Nel 2006, Alesina ha partecipato al progetto Stock Exchange of Visions. 
Figura tra gli studiosi italiani di economia con maggiore indice H.
Dagli anni novanta compare periodicamente in televisione sulle reti nazionali come ospite a programmi politici e culturali (Ballarò, L'infedele, Porta a Porta, ecc.) e come editorialista per il Sole 24 Ore e il Corriere della Sera. È stato inoltre tra i fondatori della rivista di ricerca Voxeu.org e di Lavoce.info. Ha pubblicato editoriali su importanti quotidiani di tutto il mondo.
Il lavoro di Alesina ha trattato una varietà di argomenti, tra cui i cicli di economia politica, l'economia politica della politica fiscale e dei deficit di bilancio, il processo di integrazione europea, le politiche di stabilizzazione nei paesi ad alta inflazione, le unioni monetarie, gli effetti economici delle politiche ridistributive, le differenze nello stato sociale negli Stati Uniti e in Europa, le differenze nel sistema economico negli Stati Uniti e in Europa, l'effetto dei sistemi elettorali sulle politiche economiche, i determinanti della scelta di diversi sistemi elettorali.
Alesina era membro del National Bureau of Economic Research (dove è stato fondatore del gruppo di ricerca in political economy nel 2004 e ha coordinato il gruppo di ricerca di "political economy" dal 2006 al 2020), del Centre for Economic Policy Research di Londra e dell'Econometric Society' (ove è stato eletto research fellow nel 2003). È stato inoltre eletto membro dell'American Academy of Arts and Sciences nel 2006.

### Pubblicazioni
Alesina ha pubblicato cinque volumi e ne ha curati molti altri. I suoi volumi accademici più conosciuti sono The Size of Nations (MIT press), The Future of Europe: Reform or Decline (2006, MIT Press) e Fighting Poverty in the US and Europea: A World of Difference (2004, Oxford University Press). 
È stato condirettore del Quarterly Journal of Economics per otto anni e redattore associato di numerose riviste accademiche.
Nel 2006 pubblica Goodbye Europa, un saggio scritto a quattro mani con l'economista Francesco Giavazzi, dedicato ad illustrare i problemi attuali dell'integrazione europea ed un loro possibile contenimento o soluzione.
Nel 2007 pubblica, sempre con Francesco Giavazzi, Il liberismo è di sinistra, un saggio in cui sostiene che riforme liberiste, se scritte ed attuate bene, possano risollevare lo status di quelle categorie sociali più deboli meglio di quanto possano fare l'assistenzialismo ed il collettivismo.
Sempre nel 2007 pubblica, assieme ad Andrea Ichino una proposta di tassare le donne in modo minore rispetto agli uomini (Gender Based Taxation). Tale provvedimento non avrebbe costi sulle casse dello stato e - secondo gli autori - dovrebbe contribuire al raggiungimento delle pari opportunità tra uomo e donna.
Nel novembre 2009 pubblica il libro L'Italia fatta in casa, scritto con Andrea Ichino, sul delicato tema della forza lavoro italiana che vive tra le mura domestiche e come essa incide sull'economia nazionale.
Il libro scritto a sei mani con Giavazzi e Carlo Favero, "Austerità, quando funziona e quando no", pubblicato nel 2019 da Rizzoli, ha ottenuto il premio Hayek.

#### Austerità espansiva
Nel 2009, insieme a Silvia Ardagna, Alesina ha pubblicato «Large Changes in Fiscal Policy: Taxes Versus Spending», un lavoro accademico molto citato, e molto influente, con cui gli autori intendevano mostrare come misure di austerità e di rigore non danneggino le economie, ma, anzi, al contrario, aiutino la ripresa economica (cosiddetta "austerità espansiva").
Secondo l'economista Paul Krugman, premio Nobel per l'economia, l'articolo dei due economisti ha avuto una grande influenza sui decisori politici e, insieme a Growth in a Time of Debt di Carmen Reinhart e Kenneth Rogoff (2010), ha contribuito a creare il clima per l'ondata di austerity fiscale che, a partire dal 2010, ha dilagato sull'Europa durante l'imperversare della crisi economica iniziata nel 2008. Nel suo articolo, Krugman fa notare come, mentre entrambi i lavori hanno fornito la giustificazione tecnica per una serie di misure recessive e socialmente inique in tutta Europa, a un successivo approfondito esame si sono mostrati entrambi profondamente fallaci, perché viziati da errori concettuali e fattuali, dimostrati, tra gli altri, da analisti economici del Fondo Monetario Internazionale e del Roosevelt Institute. La teoria dell'"austerità espansiva" di Alesina e Ardagna è stata "demolita" da Olivier Blanchard, economista capo del Fondo Monetario Internazionale, che mostrò come lo studio fosse viziato da una grossolana sottostima, pari a una unità, dei moltiplicatori usati nell'analisi. Krugman ha descritto il lavoro dei 'Bocconi Boys' Alesina e Ardagna come "un assalto frontale e pieno all'affermazione keynesiana secondo cui i tagli alla spesa pubblica sulle economie deboli producono ulteriore debolezza".

### Morte
Muore il 23 maggio 2020 all'età di 63 anni a causa di un arresto cardiaco durante una camminata in montagna insieme a sua moglie.

## Opere
- Senso non comune. L'economia oltre ai pregiudizi, Università Bocconi editore, 2002
- The Size of Nations, con Enrico Spolaore, 2003[12]
- Economia elettorale. Tra promesse e realtà, con Nouriel Roubini, Università Bocconi editore, 2004
- Un mondo di differenze. Combattere la povertà negli Stati Uniti e in Europa, con Edward Glaeser, Laterza, 2005
- Goodbye Europa. Cronache d'un declino economico e politico, con Francesco Giavazzi, Rizzoli, 2006
- Il liberismo è di sinistra, con Francesco Giavazzi, Il Saggiatore, 2007
- La crisi. Può la politica salvare il mondo?, con Francesco Giavazzi, Il Saggiatore, 2008
- L'Italia fatta in casa, con Andrea Ichino, Arnoldo Mondadori Editore, 2009
- Austerità, quando funziona e quando no, con Carlo Favero e Francesco Giavazzi, Rizzoli, 2019.